# Призна
Призна (на гръцки: Βραστή, Врасти, до 1926 година Πρίσνα, Присна) е историческо село в Гърция, дем Пела на административна област Централна Македония.

## География
Селото е било разположено на надморска височина от 15 m на 3 km североизточно от Пласничево (Крия Вриси).

## История

### В Османската империя
В края на XIX век Призна е село в Ениджевардарска каза на Османската империя. Според статистиката на Васил Кънчов („Македония. Етнография и статистика“) в 1900 година в Призна живеят 65 българи и 95 цигани. Всички жители на селото са гъркомани под върховенството на Цариградската патриаршия. По данни на секретаря на Българската екзархия Димитър Мишев („La Macédoine et sa Population Chrétienne“) в 1905 година в Призна има 80 българи патриаршисти гъркомани.
На 22 ноември 1909 година гръцкият андартски капитан Гоно Йотов в свой доклад дава отчет за свършената от него работа в Ениджевардарско:
| „ | На 20.05 с цел само да задържа някои, за да им дам напътствия да се върнат в православието, тръгнах за село Янчища. Но не успях да задържа никой, убих един от тези, които се опитаха да избягат. След това отидох в Призна и се занимавах повече с това да сплаша хората или да ги убедя така че, селата от Сланица да се върнат в православната вяра. Имах положителен резултат със селата Балъджа, Кариотица, Призна, Вреж, Плугар, Пласна, Голо село и Власи. | “ |

### В Гърция
В 1912 година през Балканската война селото е окупирано от гръцки части и след Междусъюзническата война в 1913 година остава в Гърция. 
Боривое Милоевич пише в 1921 година („Южна Македония“), че Призна има 14 къщи славяни християни и 5 къщи цигани мохамедани.
В 1924 година 61 българи се изселват по официален път в България, а останалите изглежда се изселват в Пласничево. В селото с заселени гърци бежанци. В 1926 година Призна е прекръстено на Врасти (Βραστή). В 1928 година от 55 жители 22 са бежанци. Тъй като 51 от тях са мъже - очевидно става въпрос за селище на наемни работници, което се разпада в средата на 30-те години с мелиорационните дейности в района. В 1930-те години землището на Призна е присъединено към Пласничево.
| Година    | 1913 | 1920 | 1928 | 1940 | 1951 | 1961 | 1971 | 1981 | 1991 | 2001 | 2011 | 2021 |
| --------- | ---- | ---- | ---- | ---- | ---- | ---- | ---- | ---- | ---- | ---- | ---- | ---- |
| Население | 82   | 90   | 55   |      |      |      |      |      |      |      |      |      |

## Личности
Родени в Призна
- Иван Чипанитов, български революционер, деец на ВМОРО[9]
- Мицо Свирков, български революционер, деец на ВМОРО[9]
- Пено Маренов, български революционер, деец на ВМОРО[9]